# Steve Berrios
Steve Berrios (24. února 1945 New York – 24. července 2013 tamtéž) byl americký jazzový bubeník. V dětství hrál na trubku, ale později pod vlivem svého otce přešel k bicím. Ve svých devatenácti letech začal hrát s kubánským hráčem na konga Mongem Santamaríaöu. Během své kariéry spolupracoval s řadou dalších hudebníků, mezi které patří Miriam Makeba, Art Blakey, Randy Weston, Max Roach nebo Grover Washington, Jr.